# Unaza
Unaza är en busslinje i Tirana i Albanien. Den löper norrifrån från staden till floden Lana. Sträckan tur och retur är 11,8 kilometer och busslinjen drivs av Ferlut.